# Crotalaria subcaespitosa
Crotalaria subcaespitosa är en ärtväxtart som beskrevs av Roger Marcus Polhill. Crotalaria subcaespitosa ingår i släktet sunnhampor, och familjen ärtväxter. Inga underarter finns listade i Catalogue of Life.